# 879
879 (DCCCLXXIX) var ett normalår som började en torsdag i den julianska kalendern.

## Händelser

### Okänt datum
- Vid Röriks död blir Helge förmyndarregent för dennes son Ingvar i Kievriket.

## Födda
- 17 september – Karl den enfaldige, kung av Västfrankiska riket 898–922

## Avlidna
- 10 april – Ludvig den stammande, kung av Akvitanien sedan 867 och av Västfrankiska riket sedan 877
- Anastasius Bibliothecarius, motpåve från augusti till september 855
- Rörik, sveahövding som 862 har grundat Rysslands föregångare Kievriket
- Áed Findliath, storkonung av Irland sedan 862